# Горна Крупа
Горна Крупа (словац. Horná Krupá) — село, громада округу Трнава, Трнавський край. Кадастрова площа громади — 8.65 км². Протікає Крупський потік.
Населення 499 осіб (станом на 31 грудня 2020 року).

## Історія
Горна Крупа згадується 1113 року.

## Населення
| Рік:            | 1994. | 2004.   | 2014.   | 2024.   |
| --------------- | ----- | ------- | ------- | ------- |
| Кількість осіб: | 575   | 520     | 472     | 492     |
| Різниця:        |       | -9,56 % | -9,23 % | +4,23 % |

| Рік:            | 2023. | 2024.   |
| --------------- | ----- | ------- |
| Кількість осіб: | 498   | 492     |
| Різниця:        |       | -1,20 % |